# أضار
أضار هي جماعة قروية في إقليم تارودانت بجهة سوس ماسة جنوب المغرب. وهي تضم 4748 نسمة، حسب الإحصاء العام للسكان والسكنى لسنة 2014.
يقع مركز الجماعة على الطريق الرابطة بين إغرم وتالوين، ويبعد مركز الجماعة (سوق الاثنين) عن مدينة تارودانت بـ 95 كلم مُروراً عبر مدينة إغرم.

## دواوير الجماعة
- دوار أيت كربان (أكبر قرية في الجماعة حيث يضم 5 دوارير داخله )
- دوار أيت حساين
- دوار تانومي
- دوار أرݣيون
- دوار إمين وارݣيون
- دوار تفركي
- دوار تيزغت
- دوار تكليلت
- دوار تليليت
- دوار تاسولت
- دوار أنامر
- دوار إمني
- دوار تدنست
- دوار تݣناتين
- تزارت
- سوق الاثنين (مركز الجماعة)
- أيت موݣى
- أضار
- دوار تيكناتين
- دوار أكني أكرام
- دوار تامدجاوت
- دوار تيزلافين
- دوار تاكضيشت
- دوار أمل
- دوار وين الخير
- دوار تكراكرا
- دوار الدوساون
- دوار تنكارف
- دوار تواضيل
- دوار أوزون
- دوار ألوس
- دوار إمكون
- دوار تمسولت
- دوار أمالوكريس

## التعليم
قائمة المؤسسات التعليمية في جماعة أضار:
- مجموعة مدارس علي بن أبي طالب (المركزية: أوزون / الوحدات: تواضيل - ألوس - إمكون - تمسولت - أمالوكريس - أيت كربان)
- مجموعة مدارس أضار (المركزية: اضار / الوحدات: أضار - أكني أكرام - تسولت - تفلسين - تادناست - امني)
- مجموعة مدارس الدوساون (المركزية: الدوساون / الوحدات: أمل - تكراكرا)
- مدرسة سيدي محمد النظيفي للتعليم العتيق

## النقل والطرق
يرتبط مركز جماعة أضار مع مدينة إغرم بالطريق الجهوية رقم 106 وهي طريق معبد.